# Кулеш, Иван
Иван Кулеш (бел. Іван Кулеш; 1986 — 5 ноября 2016) — белорусский преступник, убийца и грабитель. В 2013—2014 годах в нетрезвом виде убил трёх продавщиц в двух магазинах Лидского района Гродненской области, после чего крал деньги и товары. В 2015 году приговорён к смертной казни и в 2016 году расстрелян.

## Биография
Сирота с шести месяцев (мать умерла вскоре после его рождения, отца никогда не знал), воспитывался в детском доме, есть брат и сестра. Окончил 9 классов школы. В возрасте 18 лет был осуждён за кражу. После освобождения занимался временными подработками для соседей, некоторое время работал в автосервисе и на стройке, собирал ягоды и грибы. Был официально прописан в Барановичском районе, но жил в Лидском районе.
Гражданская жена Кулеша Анна охарактеризовала его как человека часто выпивавшего, замкнутого, но редко склонного к вспышкам агрессии. Нежелание менять свою жизнь он объяснял ей тем, что «все вокруг тоже пьют». «Я всегда удивлялась, откуда у него такое спокойствие. Я могла наброситься с криками: сколько можно пить, а в ответ — ничего» — рассказала она журналистам. По её словам, свободное время Иван проводил за пивом, сигаретами, компьютерными играми и сном, уделял мало внимания ей и ребёнку.
15 сентября 2013 года Кулеш приехал в Лиду на день города, напился, а когда у него закончились деньги, решил что–нибудь украсть. В качестве места преступления выбрал местный магазин, где в этот момент находились продавщицы Мария Смолко (1957 г. р.) и Елена Черноусова (1968 г. р.). Найдя поблизости металлическую трубу, он зашёл в уже закрывшийся магазин через чёрный вход, ударил по голове первую продавщицу, а в торговом зале — и вторую. Затем несколько раз возвращался и наносил новые удары. Из магазина украл 35 или 37 млн рублей (по курсу того времени — 3900—4100 долларов) и спиртные напитки. Украденную сумму тратил около полугода; по его словам, он снабжал деньгами гражданскую супругу (через два месяца после преступления она родила дочь), но она отрицает, что начала получать больше денег, чем раньше. Сообщается, что однажды Кулеша опрашивали по делу о двойном убийстве, но он был слишком пьян и ничего не рассказал. После этого убийства Лидское РОВД разослало ориентировки на двух местных жителей 1978 и 1979 годов рождения. Однажды Кулеш заложил в ломбарде её ноутбук и написал заявление о краже — якобы ноутбук украли в поезде. За ложный донос его приговорили к штрафу в 4,5 млн рублей (450 долларов). Вскоре Анна, не выдержав поведения мужа, выгнала Кулеша из дома. Он перебрался в деревню Селец Лидского района, где занимался различной подработкой.
28 ноября 2014 года возле деревни Селец Кулеш, находясь в состоянии алкогольного опьянения, с помощью топора убил продавщицу местного магазина 44–летнюю Жанну Урбан, забрал у потерпевшей ключи от магазина. Когда он грабил магазин, туда пришёл сын убитой Алексей Урбан. Кулеш побежал за Алексеем с ножом, но тот сумел скрыться. Убедившись в том, что за ним никто не следит, Кулеш вернулся в магазин, откуда украл, по разной информации, 5 или 8 млн рублей денег (ок. 500 или 800 долларов), а также спиртных напитков, сигарет, колбасы и сладостей ещё на 8 млн рублей. Алексей Урбан позвонил в милицию по факту грабежа, но затем благодаря собаке, которую убитая Жанна Урбан часто кормила, он нашёл тело матери и сообщил о преступнике в милицию. В тот же день Кулеша задержали в поезде на станции Новоельня.
После задержания Кулеш начал сотрудничать и сознался в двойном убийстве в надежде на замену смертной казни пожизненным заключением: «Понял, что не отвертеться. Сказали, что для присяжных явка с повинной будет смягчающим обстоятельством. <...> Может, лет в 50 ещё увижу дочку» — заявил он на суде. Судебно-медицинская экспертиза обнаружила у Кулеша диссоциальное расстройство личности, но признала вменяемым.
Кулеша судили по нескольким статьям Уголовного кодекса Республики Беларусь — 14 «Покушение на преступление», 139 «Убийство», 205 «Кража», 207 «Разбой». В СИЗО Кулеш посещал священника и психолога, начал принимать антидепрессанты. В письмах Кулеша, которые приходили его брату из СИЗО, многое зачёркнуто тюремной цензурой. 20 ноября 2015 года Гродненский областной суд приговорил Ивана Кулеша к исключительной мере наказания – смертной казни через расстрел.
Защита Кулеша подала кассационную жалобу в Верховный Суд Республики Беларусь. Родственники Кулеша, которые ранее почти не участвовали в судебном процессе, подвергли сомнению его участие в первых двух убийствах. Адвокат акцентировал внимание Верховного Суда на том, что двойное убийство в Лиде было раскрыто исключительно по показаниям подзащитного, поскольку у милиции не было ни отпечатков пальцев, ни орудия преступления. В деле отмечалась и другая странность: Кулеш на следственном эксперименте детально восстановил путь по Южному району Лиды, где, по его словам, оказался в день двойного убийства впервые, предварительно выпив 2 бутылки водки и около 1 литра пива, но не помнил, сопротивлялись ли жертвы. Неясна была и судьба украденных 35 или 37 миллионов — гражданская жена заявила, что после двойного убийства Кулеш не стал приносить домой больше денег. Сам Кулеш, впрочем, согласился с приговором, и 29 марта 2016 года Верховный Суд подтвердил его.
Предположительно 5 ноября 2016 года смертный приговор в отношении Ивана Кулеша был проведён в исполнение в столичном СИЗО–1.